# Cywiny-Dynguny (gromada)
Cywiny-Dynguny (od 31 XII 1959 Kaczorowy) – dawna gromada, czyli najmniejsza jednostka podziału terytorialnego Polskiej Rzeczypospolitej Ludowej w latach 1954–1972.
Gromady, z gromadzkimi radami narodowymi (GRN) jako organami władzy najniższego stopnia na wsi, funkcjonowały od reformy reorganizującej administrację wiejską przeprowadzonej jesienią 1954 do momentu ich zniesienia z dniem 1 stycznia 1973, tym samym wypierając organizację gminną w latach 1954–1972.
Gromadę Cywiny-Dynguny z siedzibą GRN w Cywinach-Dyngunach utworzono – jako jedną z 8759 gromad na obszarze Polski – w powiecie płońskim w woj. warszawskim, na mocy uchwały nr VI/10/14/54 WRN w Warszawie z dnia 5 października 1954. W skład jednostki weszły obszary dotychczasowych gromad Borzewo Szlacheckie, Cywiny-Dynguny, Cywiny-Wojskie, Kozolin, Lutomierzyn, Mystkowo i Kaczorowy (z wyłączeniem wsi Kaczorówka) ze zniesionej gminy Strożęcin w tymże powiecie. Dla gromady ustalono 14 członków gromadzkiej rady narodowej.
31 grudnia 1959 z gromady Cywiny-Dynguny wyłączono wieś Borzewo, włączając ją do gromady Gralewo w tymże powiecie, po czym gromadę Cywiny-Dynguny zniesiono przenosząc siedzibę GRN z Cywin-Dyngun do Kaczorów i zmieniając nazwę jednostki na gromada Kaczorowy.